# Catégories des personnels des services spéciaux russes
Il y a d’importantes spécificités russes et différences notables (par rapport à leurs équivalents dans d'autres pays du monde) dans le classement et l’usage des termes des personnels du Service des renseignements extérieurs de la Russie (SVR) et d'autres services spéciaux russes.

## Hauts fonctionnaires et dirigeants
- Félix Dzerjinski :

Chef de la Tchéka russe, il est l'une des figures emblématiques de la révolution russe.
- Iouri Andropov :

Il s'agit d'un ancien chef du KGB qui est devenu secrétaire général du parti communiste de l'Union soviétique pendant un court laps de temps.

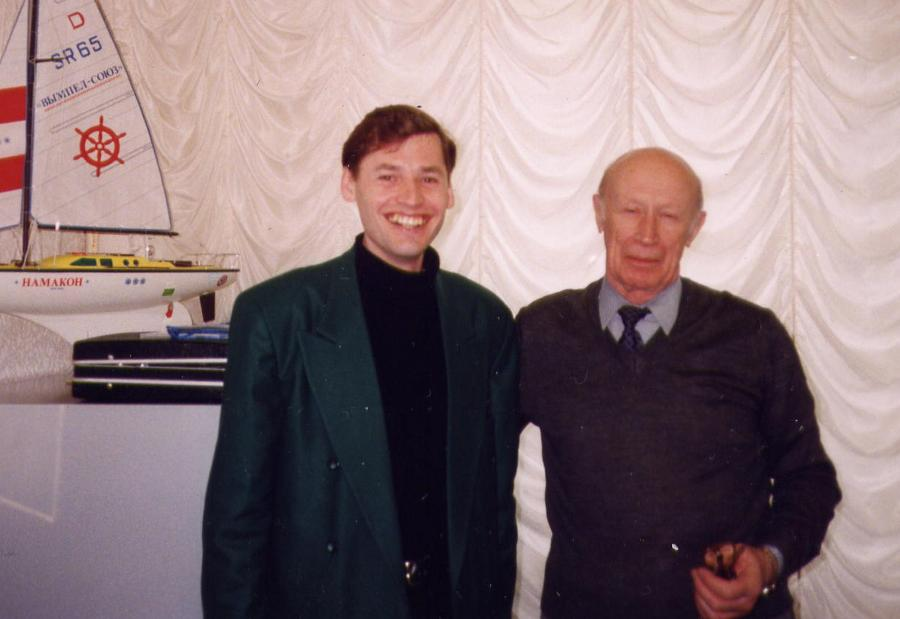
Iouri Drozdov avec Sergueï Jirnov dans les locaux du Namakon en 1998.

- Iouri Drozdov :

Ancien directeur adjoint de la première direction générale du KGB (des renseignements extérieurs, devenue le service des renseignements extérieurs de la fédération de Russie) et directeur de la direction « S » (les « illégaux ») de 1979 à 1991.
- Oleg Kalugin :

Ancien général du KGB et condamné par défaut à 15 ans de prison pour divulgation de secret d'État, il est en 2006 membre du conseil de direction du Musée international de l'espionnage.
- Liste des dirigeants des services de renseignements extérieurs soviétiques et russes
- Administration centrale du Service des renseignements extérieurs de Russie

## Les éléments opérationnels (officiers de carrière)
En effet, les personnels ou éléments opérationnels (оперативные сотрудники разведки, оперативные уполномоченные, оперуполномоченные, « опера » - жаргон) sont appelés en Russie les officiers de carrière (кадровые офицеры разведки). Ils sont fonctionnaires d'État avec un statut militaire spécifique.
- Rudolph Abel :

De son vrai nom Vilyam Genrikovich Fisher et chef du réseau d'espionnage soviétique aux États-Unis, le FBI l'arrête en 1957.

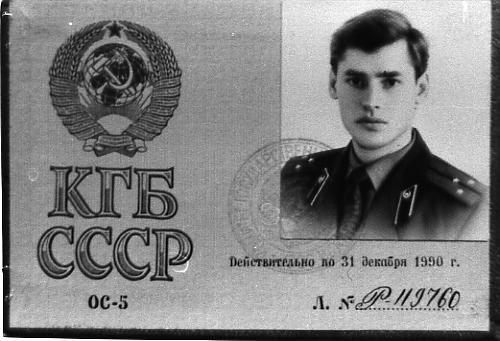
La carte professionnelle de l’ancien « illégal » Sergueï Jirnov

- Oleg Gordievsky :

- Sergueï Jirnov :

Commandant, ancien officier supérieur du service des « illégaux » russe et soviétique. Il a été poursuivi en Russie pour la divulgation de secrets d'État dans des articles sur Internet et s'est exilé en France en 2001 où il a reçu le statut de réfugié politique,.
- Vassili Mitrokhine :

- Konon Molody :

- Oleg Penkovsky :

Colonel du GRU, il a révélé une multitude de secrets sur les armes nucléaires russes et le GRU. Arrêté par ses compatriotes, son procès fut surtout un spectacle à grand déploiement.
- Vladimir Poutine :

Président de la Russie, ancien lieutenant-colonel du KGB
- Richard Sorge :

- Adolf Tolkachev :

Agent soviétique qui a espionné pour le compte de la CIA dans les années 1980, il a livré maintes informations stratégiques sur l’URSS (voir (en) ).
- Vladimir Vetrov :

Connu sous le pseudonyme de « Farewell », il a livré à la France des documents sur les activités du KGB en Occident.
- Alexandre Zaporojsky :

- Défaillances et trahisons au sein du SVR de la fédération de Russie

## Les agents et «indics»
Le mot « agent » s’emploie en Russie dans un sens assez différent[Information douteuse] par rapport à son utilisation courante en occident. Ainsi, il ne désigne pas un officier de carrière du service spécial, mais une personne extérieure, un civil ou militaire (y compris d'origine étrangère) bénévole qui aide secrètement les officiers de carrière du renseignement à remplir leurs missions spécifiques, la plupart du temps sans aucune contrepartie pécuniaire. Donc l’agent en russe correspondrait en français plus à un indicateur, honorable correspondant ou encore source,.
- Les « Cinq de Cambridge » :
  - Anthony Blunt
  - Guy Burgess
  - John Cairncross
  - Kim Philby
  - Donald Maclean

Ces agents doubles travaillant au Royaume-Uni pour le compte de l'URSS ont miné la confiance des Britanniques dans le MI6 pendant des décennies.
- George Blake

Né le 11 novembre 1922 à Rotterdam, George Blake était un agent double agissant au Royaume-Uni pour le compte de l'Union soviétique. Démasqué, jugé et condamné à 42 ans de détention, il fut emprisonné, mais réussit à s'enfuir de la prison Wormwood Scrubs en 1966. Il se réfugia en URSS où il est accueilli en héros.

## Les civils
Vu la taille du SVR et le nombre de ses sites, il est évident que ce service fédéral emploie également beaucoup de simples civils (personnels d’entretien et de nettoyage, chauffeurs, médecins et infirmiers, cuisiniers, électriciens, maçons, professeurs, etc.) qui ont le statut des civils engagés volontairement sous contrats de travail (вольнонаемные), mais aussi de simples militaires contractuels (par exemple gardiens sous contrats à durée déterminée renouvelables). Toutes ces catégories ne font pas partie des éléments opérationnels et n’ont pas toutes les contraintes de la vie professionnelle d’espions. Evgueni Limarev a ainsi été accusé de faire partie de cette catégorie.

## Les réserves du SVR
La réserve dans le cas de SVR n’a le plus souvent de réserve que le nom et la plupart du temps désigne l’inverse. 

### La réserve active
Lorsque les éléments opérationnels légaux du SVR (censés travailler sous les couvertures officielles russes - ambassades, consulats, représentations commerciales, média de masse, etc.) quittent le QG à Yasénévo et passent en première ligne pour remplir les missions sur le terrain en Russie ou à l’étranger, administrativement on dit qu’ils sont passés dans la réserve active (en russe « действующий резерв », « офицер действующего резерва »).

### La réserve spéciale
La réserve spéciale (en russe « Особый резерв », « офицер Особого резерва », « оперативный сотрудник Особого резерва ») est utilisée pour désigner l'ensemble des illégaux (éléments opérationnels en activité sous les couvertures profondes, les NOC en classification américaine, non-official cover operatives) qui sont en mission sur le terrain.

### Officiers en réserve
À ne pas confondre avec les officiers de carrière qui ont terminé ou interrompu leur service actif au SVR, mais n’ont pas atteint l’âge limite pour passer à la retraite. Ces officiers (devenus civils) restent mobilisables sous les drapeaux en cas d'un conflit majeur et sont appelés officiers de réserve ou en réserve (en russe on utilise le mot différent : « запас » - « офицер запаса »), ce qui correspond au sens français du terme. De temps en temps, ils passent quelques jours en formation.